# Oh! Yes キスをしようよ
「Oh! Yes キスをしようよ」（オー・イエス - ）は川添智久の2枚目のシングル。

## 内容
ABC制作・テレビ朝日系「八神くんの家庭の事情」オープニング・テーマ。

## 収録曲
- 全作曲：川添智久、編曲：川添智久・神長弘一

1. Oh! Yes キスをしようよ
作詞：高井良斉
2. 僕自身の価値観
作詞：田村直美
3. Oh! Yes キスをしようよ (inst.)

## レコーディング参加
- 神長弘一 - プログラミング (#1)
- 佐藤達哉 - キーボード
- スティーヴ エトウ - パーカッション
- 田村直美 - コーラス